# تام کلنسی اسپلینتر سل: ضروری
اسپلینتر سل: ضروری (به انگلیسی: Tom Clancy's Splinter Cell: Essentials) یک بازی ویدئویی منتشر شده توسط شرکت یوبی‌سافت است. این بازی در تاریخ ۲۱ مارس ۲۰۰۶ عرضه شده و سازنده آن یوبی‌سافت مونترآل است.